# Grand Prix Włoch 1933
Grand Prix Włoch 1933 (oryg. XI Gran Premio d'Italia) – jeden z wyścigów Grand Prix rozegranych w 1933 roku, a czwarty spośród tzw. Grandes Épreuves.

## Lista startowa
Na niebieskim tle kierowcy, którzy nie wzięli udziału w kwalifikacjach, lecz współdzielili samochód w czasie wyścigu
| Nr | Kierowca           | Zespół                    | Samochód             | Silnik             |   |
| -- | ------------------ | ------------------------- | -------------------- | ------------------ | - |
| 4  | Eugenio Siena      | Scuderia Ferrari          | Alfa Romeo Monza     | Alfa Romeo 2.6 S-8 | ? |
| 4  | Antonio Brivio     | Scuderia Ferrari          | Alfa Romeo Monza     | Alfa Romeo 2.6 S-8 | ? |
| 6  | Luigi Premoli      | prywatny                  | PBM 8C-3000          | Maserati 3.0 S-8   | ? |
| 8  | Jean Gaupillat     | prywatny                  | Bugatti T51          | Bugatti 2.3 S-8    | ? |
| 10 | Robert Brunet      | prywatny                  | Bugatti T51          | Bugatti 2.3 S-8    | ? |
| 12 | Luigi Fagioli      | Scuderia Ferrari          | Alfa Romeo Tipo B/P3 | Alfa Romeo 2.6 S-8 | ? |
| 16 | Carlo Castelbarco  | prywatny                  | Alfa Romeo Monza     | Alfa Romeo 2.3 S-8 | ? |
| 22 | Piero Taruffi      | prywatny                  | Maserati 8CM         | Maserati 3.0 S-8   | ? |
| 24 | Clemente Biondetti | prywatny                  | MB Speciale          | Maserati 3.0 S-8   | ? |
| 26 | Ernesto Maserati   | Officine Alfieri Maserati | Maserati 8C-3000     | Maserati 3.0 S-8   | ? |
| 28 | Tazio Nuvolari     | Officine Alfieri Maserati | Maserati 8CM         | Maserati 3.0 S-8   | ? |
| 30 | Lelio Pellegrini   | prywatny                  | Alfa Romeo Monza     | Alfa Romeo 2.3 S-8 | ? |
| 32 | Louis Chiron       | Scuderia Ferrari          | Alfa Romeo Tipo B/P3 | Alfa Romeo 2.6 S-8 | ? |
| 34 | Goffredo Zehender  | Officine Alfieri Maserati | Maserati 8CM         | Maserati 3.0 S-8   | ? |
| 38 | Earl Howe          | Earl Howe                 | Bugatti T51          | Bugatti 2.3 S-8    | ? |
| 40 | Antonio Brivio     | Scuderia Ferrari          | Alfa Romeo Monza     | Alfa Romeo 2.6 S-8 | ? |
| 42 | Pietro Ghersi      | prywatny                  | Alfa Romeo Monza     | Alfa Romeo 2.3 S-8 | ? |
| 46 | Guy Moll           | prywatny                  | Alfa Romeo Monza     | Alfa Romeo 2.3 S-8 | ? |
| 48 | Whitney Straight   | prywatny                  | Maserati 26M         | Maserati 2.5 S-8   | ? |
| 50 | Renato Balestrero  | prywatny                  | Alfa Romeo Monza     | Alfa Romeo 2.3 S-8 | ? |
| 52 | Marcel Lehoux      | prywatny                  | Alfa Romeo Monza     | Alfa Romeo 2.3 S-8 | ? |
| Nr | Kierowca           | Zespół                    | Samochód             | Silnik             |   |

## Wyniki

### Wyścig
Źródło: kolumbus.fi
| P                                                     | + / –     | Nr | Kierowca                     | Konstruktor | Okr. | Czas / Strata | Komentarz              |
| ----------------------------------------------------- | --------- | -- | ---------------------------- | ----------- | ---- | ------------- | ---------------------- |
| 1                                                     | 4         | 12 | Luigi Fagioli                | Alfa Romeo  | 50   | 2h51:41,0     |                        |
| 2                                                     | 8         | 28 | Tazio Nuvolari               | Maserati    | 50   | +0:40,2       |                        |
| 3                                                     | 10        | 34 | Goffredo Zehender            | Maserati    | 48   | +2 okr        |                        |
| 4                                                     | 16        | 52 | Marcel Lehoux                | Alfa Romeo  | 47   | +3 okr        |                        |
| 5                                                     | 4         | 4  | Eugenio Siena Antonio Brivio | Alfa Romeo  | 47   | +3 okr        | Samochód współdzielony |
| 6                                                     | Bez zmian | 16 | Carlo Castelbarco            | Alfa Romeo  | 47   | +3 okr        |                        |
| 7                                                     | 9         | 42 | Pietro Ghersi                | Alfa Romeo  | 47   | +3 okr        |                        |
| 8                                                     | 9         | 46 | Guy Moll                     | Alfa Romeo  | 46   | +4 okr        |                        |
| 9                                                     | 10        | 50 | Renato Balestrero            | Alfa Romeo  | 44   | +6 okr        |                        |
| 10                                                    | 6         | 10 | Robert Brunet                | Bugatti     | 43   | +7 okr        |                        |
| 11                                                    | 7         | 48 | Whitney Straight             | Maserati    | 43   | +7 okr        |                        |
| 12                                                    | 2         | 38 | Earl Howe                    | Bugatti     | 41   | +9 okr        |                        |
| 13                                                    | 2         | 30 | Lelio Pellegrini             | Alfa Romeo  | 39   | +11 okr       |                        |
| Niesklasyfikowani                                     |           |    |                              |             |      |               |                        |
|                                                       |           | 32 | Louis Chiron                 | Alfa Romeo  | 42   | Zawór         |                        |
|                                                       |           | 40 | Antonio Brivio               | Alfa Romeo  | 25   |               |                        |
|                                                       |           | 22 | Piero Taruffi                | Maserati    | 25   | Wypadek       |                        |
|                                                       |           | 8  | Jean Gaupillat               | Bugatti     | 9    |               |                        |
|                                                       |           | 24 | Clemente Biondetti           | MB          | 8    |               |                        |
|                                                       |           | 6  | Luigi Premoli                | PBM         | 2    |               |                        |
| Nie wystartowali / niedopuszczeni do ponownego startu |           |    |                              |             |      |               |                        |
|                                                       |           | 26 | Ernesto Maserati             | Maserati    |      |               |                        |
| P                                                     | + / –     | Nr | Kierowca                     | Konstruktor | Okr. | Czas / Strata | Komentarz              |

### Najszybsze okrążenie
Źródło: teamdan.com
| Nr | Kierowca      | Konstruktor | Czas   | Okr. |
| -- | ------------- | ----------- | ------ | ---- |
| 12 | Luigi Fagioli | Alfa Romeo  | 3:13,2 | 41   |